# Stor-Hamnskäret
Stor-Hamnskäret, Nederlands: groot eiland voor de haven, is een eiland, skäret, dat in de loop van de tijd door de postglaciale opheffing vast tegen het land van Zweden is aan komen te liggen. Het eiland was er een van de Lule-archipel. De contouren van het voormalige eiland zijn nog maar voor een deel te herkennen. Er begint in Alhamn een weg naar de huizen op Stor-Hamnskäret. Met de haven in de naam wordt waarschijnlijk de haven van Alhamn bedoeld. Lill-Hamnskäret is nog wel een echt eiland.